# Лохнагар (минный кратер)
Кратер Лохнагар — место взрыва, произошедшего 1 июля 1916 года к югу от деревни Ла-Буассель, в департаменте Сомма. Взрыв представлял собой подземный заряд[прояснить] взрывчатого вещества — аммонала массой от 25 до 30 тонн в тротиловом эквиваленте, тайно заложенного британцами в ходе наступления союзных сил Антанты на Соммском театре военных действий в Первой мировой войне.

## Ход действий
Шахта была вырыта валлийскими шахтёрами из 9-го Чеширского полка Британских королевских сил. Туннель был проложен на 16-метровой глубине под немецким полевым укреплением, известным как Швабенхоэ (Швабская высота).
Британцы назвали шахту в честь улицы Лохнагар, траншеи, из которой была выведена вниз галерея туннелей.
Четыре мины с примерной массой около 30 тонн взрывчатого вещества аммонала были взорваны в 7:28 утра 1 июля 1916 года, в первый день на Сомме. Взрыв на шахте Лохнагар был инициирован капитаном Джеймсом Янгом из 179-й проходческой роты, который нажал на переключатели и отметил, что детонация прошла успешно. Два заряда шахты Лохнагар локально изменили существующий равнинный ландшафт на поле сражения, образовав большой кратер с гладкими сторонами и плоским дном диаметром 220 футов (67 м) без учёта выступа, 450 футов (140 м) по всей протяжённости выступа и глубиной порядка 30 метров. Взрыв утопил в землю примерно 91-122 м немецких блиндажей, которые, как говорили, были полны немецкими солдатами. Шахта Лохнагар, наряду с шахтой llamada Y Sap, была крупнейшей шахтой, когда-либо взорванной. Звук взрыва на тот момент считался самым громким техногенным шумом в истории человечества. Место взрыва сразу было занято британскими войсками. Взрыв в Лохнагаре был одним из 19 взрывов в ходе данного наступления.

## Кратер сейчас
Кратер Лохнагар сегодня стал местом памяти Первой мировой войны. Это единственное хорошо сохранившееся место, где остались следы от сражения на Сомме, и единственное место, где разрешено посещение людьми. Земля Лохнагара в данное время принадлежит Ричарду Даннингу, председателю Фонда кратера Лохнагар и председателю организации "Друзья Лохнагара". Даннинг в данное время живёт в графстве Суррей, Великобритания.
Каждое 1 июля в 7:30 в кратере Ла-Буассель начинаются церемонии, посвящённые битве на Сомме.
Рядом с кратером установлена стела в память о рядовом Томе Истоне из шотландского Тайнсайда.
31 октября 1998 года недалеко от кратера были обнаружены останки рядового Джорджа Ньюджента из Тайнсайда, пропавшего без вести 1 июля 1916 года. Оба солдата были похоронены в некрополе Содружества в Овиллерсе 1 июля 2000 года в присутствии членов их семей и родственников.
Сегодня кратер Ла Буассель имеет диаметр около 90 метров и глубину около 20 метров. Кратер постепенно разрушается в результате естественной эрозии. По правилам мемориала в данное время спускаться внутрь кратера запрещено, поскольку известняковые стенки подвергаются риску отслоения, что ускорит дальнейшее разрушение.
У входа на территорию был установлен деревянный мемориальный крест.
- Кратер шахты Лохнагар, август 1916 года
- Кратер Лохнагар в 2021 году